# Zoltán Török
Zoltán Török (* 12. August 1899 in Gyergyótölgyes, Königreich Ungarn; † 12. Februar 1970 in Budapest) war ein ungarischer Ruderer.

## Sport
Zoltán Török ruderte für den Pannónia Evezős Egylet und 19-facher ungarischer Meister. Bei mehreren Europameisterschaften konnte Török Medaillen gewinnen. Unter anderem wurde er 1932 Europameister mit dem Vierer ohne Steuermann.
Bei den Olympischen Sommerspielen 1924 bildete Török mit István Szendeffy, Sándor Hautzinger, Lajos Wick und Steuermann Károly Koch das ungarische Boot in der Vierer mit Steuermann-Regatta. Da das Boot der Ungarn beim Transport nach Paris beschädigt wurde, schieden sie im Hoffnungslauf vorzeitig aus. Vier Jahre später bei den Olympischen Spielen in Amsterdam gehörte Török neben László Bartók, Béla Blum, Sándor Hautzinger und Steuermann Béla Zoltán zur ungarischen Besatzung in der Vierer mit Steuermann-Regatta. Das Boot der Ungarn schied im Hoffnungslauf der 2. Runde vorzeitig aus.
Nach seiner Ruderkarriere arbeitete Török als Nationaltrainer Ungarns und betreute die Mannschaft bei den Olympischen Sommerspielen 1956 in Melbourne. Anschließend zog er in die Vereinigten Staaten und kehrte im Folgejahr nach Ungarn zurück.
Beruflich war Török als Richter tätig.